# Jeanne Jacquemin
Pour les articles homonymes, voir Jacquemin.
Jeanne Jacquemin, née Marie Jeanne Boyer à Paris le 13 août 1863 et morte dans la même ville le 25 septembre 1938, est une artiste peintre, dessinatrice et graveuse française du mouvement symboliste.

## Biographie

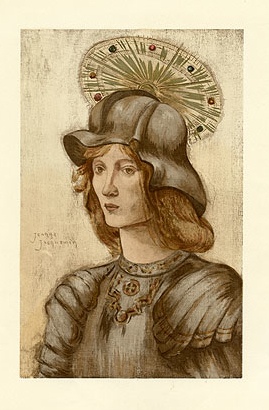
Saint-Georges, lithographie reproduite dans L'Estampe moderne.

Née Marie Jeanne Boyer — puis légitimée par son beau-père Louis Coffineau en 1874 —, rue de Port-Royal à Paris, elle est « hôtesse » de l'actrice et courtisane Léonide Leblanc, puis elle épouse le dessinateur de batraciens Édouard Jacquemin, avant de s'en séparer pour vivre avec le graveur Auguste Lauzet, qui était un ami de Vincent van Gogh.
À Paris, Jeanne Jacquemin expose de 1892 à 1897 à la galerie Le Barc de Boutteville, aux expositions impressionnistes et symbolistes, au Salon de La Plume et à la galerie Siegfried Bing. Elle est accueillie favorablement par la critique, sensible à l'étrangeté et à la force de ses pastels, au symbolisme douloureux et caractéristique d'une certaine morbidité « fin de siècle ». Octave Maus l’invite à exposer à Bruxelles au Salon des XX ; durant son séjour, elle se lie à Georges Rodenbach auquel elle offre un pastel inspiré d'un de ses poèmes. De 1890 au début du XXe siècle, Jeanne Jacquemin fait partie du paysage artistique et intellectuel parisien. Elle est proche de Stéphane Mallarmé, Paul Verlaine, J.-K. Huysmans, Saint-Pol-Roux, Odilon Redon et de la plupart des poètes symbolistes qui lui dédient divers poèmes. Elle est aussi une figure qui défraye la chronique. Edmond de Goncourt commente sa vie mouvementée dans son Journal. Elle assiste à la création d'Ubu roi d'Alfred Jarry dans la loge de Georgette Leblanc. Jacquemin et Lauzet vivent à Sèvres dans une maison de l'avenue Henri-Regnault où ils reçoivent artistes et poètes, y organisant aussi des séances de spiritisme.
Pour L'Estampe moderne, elle produit un dessin imprimé en lithographie (1897), un Saint Georges qui serait un autoportrait.
Chez Le Barc de Boutteville, elle entre en relation avec Alfred Vallette et Remy de Gourmont : ce dernier, après un article dans le Mercure de France attire l'attention de Jean Lorrain qui lui confie l'illustration de La Mandragore — prépublié sous le titre « Conte de Noël », dans Le Courrier français du 30 décembre 1894. Durant une dizaine d'années, Jacquemin et Lorrain seront de proches amis. Lorrain intervient même pour demander à Robert de Montesquiou une aide au profit de la « peintresse » et de son compagnon, le graveur Lauzet, qui sont dans le besoin. Bien plus tard, Lorrain publie dans Le Journal du 11 janvier 1903 un article intitulé « Victime », dans lequel Jeanne reconnaît son portrait ainsi que celui de son ancien compagnon : elle intente alors un procès à Lorrain pour diffamation qu'elle gagne — mais, coup de théâtre, elle se désiste alors que Lorrain est condamné à verser 50 000 francs de dommages et intérêts. Cette affaire fit un peu scandale : Lorrain s'inspirait de la vie de Jeanne et de Lauzet, qui, en 1897, s'étaient éloignés de Paris pour Aubagne. Lauzet y soigna sa tuberculose, avant d'y mourir l'année suivante. 
Après la mort de Lauzet, Jeanne Jacquemin s'éloigne peu à peu de l'activité artistique. Souffrant de neurasthénie, elle est alors internée à la Salpêtrière dans le service du docteur Samuel Pozzi, proche des milieux littéraires, et par ailleurs médecin de Lorrain. 
Au cours des années qui suivent, Jacquemin se remarie deux fois ; d'abord avec le docteur Lucien-Marius Pautrier, puis, en mai 1921, au mystique Paul Sédir, avant de terminer sa vie, oubliée de tous, dans une modeste pension quai des Grands-Augustins. Elle est inhumée dans le carré des indigents du cimetière de Thiais.

## Œuvres
D'après Jean-David Jumeau-Lafond, historien de l'art spécialiste de l'artiste, « [le corpus localisé de l'œuvre de] Jeanne Jacquemin […] n’excède pas une douzaine de numéros, œuvres gravées comprises [et], figure du symbolisme français, ne couvre guère, en étant très large, qu’une huitaine d’années (1892-1900) ».

### Collections publiques
- Le Cœur de l'eau, avant 1898, pastel, Tournai, musée des Beaux-Arts, dépôt de la Maison tournaisienne.